# Bartultovice

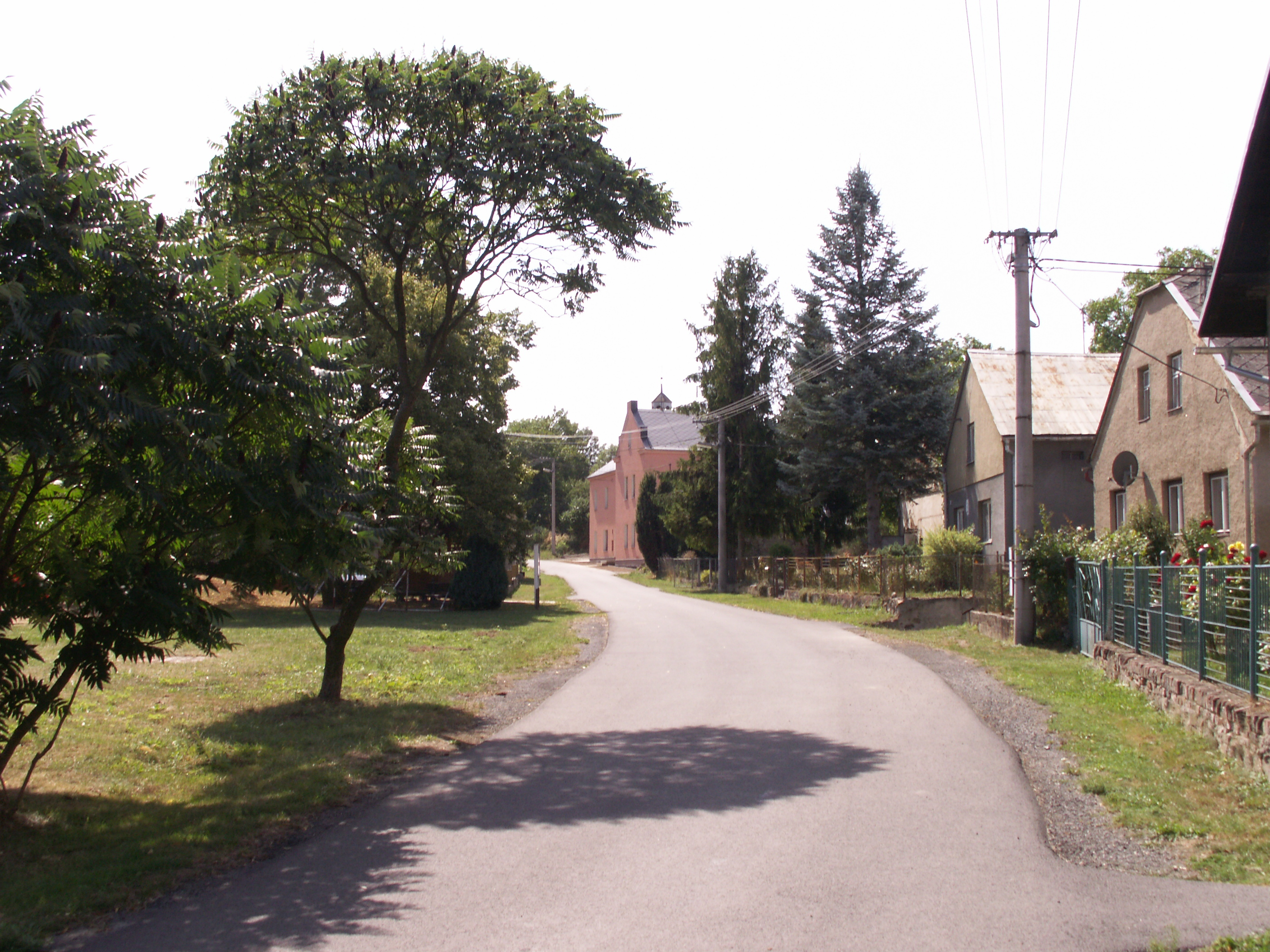
Dorfstraße

Bartultovice (deutsch Bartelsdorf, älter auch Batzdorf, polnisch Bartultowice) ist ein Ortsteil der Gemeinde Vysoká (Waißak) in Tschechien. Er liegt 13 Kilometer nördlich von Město Albrechtice (Olbersdorf) bzw. sechs Kilometer südlich von Prudnik (Neustadt O.S.) an der Grenze zu Polen und gehört zum Okres Bruntál.

## Geographie
Bartultovice ist als Hufendorf angelegt und befindet sich am Rande der Zlatohorská vrchovina (Zuckmanteler Bergland) in der Jindřichovská pahorkatina (Hennersdorfer Hügelland). Die am nördlichen Ortsrand zusammenfließenden Bäche Bartultovický potok und Hranični potok / Graniczny Potok (Seifenbach) bilden die Grenze zu Polen.  Östlich erhebt sich der Lipowiec (Lindenberg, 369 m n.p.m.), im Südwesten die Vysoká (Hoffekuppe, 451 m. n.m.), westlich der Sępik (Geiersberg, 356 m n.p.m.) sowie im Nordwesten der Zbylut (Stählerberg, 353 m n.p.m.) und die Święta Góra (Heiligberg, 354 m n.p.m.). Durch den Ort führt die Staatsstraße I/57 nach Krnov (Jägerndorf), die  sich auf polnischer Seite als Droga krajowa 41 nach Prudnik fortsetzt.
Nachbarorte sind Prudnik und Trzebina (Wachtel-Kunzendorf) im Norden, Krzyżkowice (Kröschendorf) und Hlinka (Glemkau) im Nordosten, Osoblaha (Hotzenplotz) im Osten, Sádek (Zottig), Životice (Seitendorf) und Pitárné (Pittarn) im Südosten, Vysoká im Süden, Arnultovice (Arnsdorf) und Jindřichov (Hennersdorf) im Südwesten, Wieszczyna (Neudeck) im Westen sowie Dębowiec (Eichhäusel) und Chocim (Kotzem) im Nordwesten.

## Geschichte
Die erste schriftliche Erwähnung des Dorfes erfolgte im Jahre 1267. Bartelsdorf bildete mit dem später angelegten Seitendorf ein Lehngut des Bistums Olmütz. In älteren Urkunden wurde der Ort als Betelsdorf und Bethlehemsdorf, später als Batzdorf bezeichnet. Zu den Besitzern des Gutes gehörten ab 1539 Georg von Würben und ab 1590 Karl Bittowsky von Bittow (Karel Bítovský z Bítova). Letzterer verkaufte das Gut 1594 für 2200 Taler an Wenzeslaus Pawlowsky von Pawlowitz, der es mit seiner Herrschaft Hennersdorf vereinigte. Nach dem Ende des Ersten Schlesischen Krieges wurde 1742 zwischen Batzdorf und Wachtel-Kunzendorf die neue Grenze zu Preußisch Schlesien gezogen. Bis 1783 gehörte Batzdorf – wie die anderen mährischen Enklaven – zum Prerauer Kreis, danach zum Troppauer Kreis.
Im Jahre 1835 bestand das Dorf Batzdorf bzw. Battelsdorf aus 83, zum Teil steinernen Häusern mit 756 deutschsprachigen und katholischen Einwohnern, die überwiegend vom Ackerbau  lebten. 44 der Bewohner waren Gewerbetreibende, davon beschäftigten sich acht mit der Fertigung von Garn, Zwirn und Leinwand, fünf handelten mit Dörrobst und vier waren als Strumpfwirker tätig. Im Ort gab es eine Schule und ein Kommerzialzollamt. Pfarrort war Waißak. Der Anteil der Untertanen an der Nutzfläche umfasste 341 Joch Ackerland, 122 Joch Wald, 63 Joch Wiesen und 40 Joch Hutweide. Bis zur Mitte des 19. Jahrhunderts blieb Batzdorf ein an die Herrschaft Hennersdorf angeschlossenes Lehngut des Olmützer Domkapitels. 
Nach der Aufhebung der Patrimonialherrschaften bildete Batzdorf ab 1849 einen Ortsteil der Gemeinde Waißak im Gerichtsbezirk Hotzenplotz. Ab 1869 gehörte Batzdorf zum Bezirk Jägerndorf. Zu dieser Zeit hatte das Dorf 609 Einwohner und bestand aus 87 Häusern. 1873 wurde das Dorf dem neuen Gerichtsbezirk Hennersdorf zugeordnet. In den 1870er Jahren löste sich Batzdorf von Waißak los und bildete eine eigene Gemeinde, die zu Beginn des 20. Jahrhunderts ihren Namen in Bartelsdorf änderte. Im Jahre 1900 lebten in Bartelsdorf 523 Personen, 1910 waren es 480. Beim Zensus von 1921 lebten in den 100 Häusern der Gemeinde Bartelsdorf/Bartultovice 391 Personen, darunter 351 Deutsche und vier Tschechen. Im Jahre 1930 bestand die Gemeinde Bartelsdorf aus 100 Häusern und hatte 359 Einwohner; 1939 waren es 386. Nach dem Münchner Abkommen wurde die Gemeinde 1938 dem Deutschen Reich zugesprochen und gehörte bis 1945 zum Landkreis Jägerndorf. Nach dem Ende des Zweiten Weltkrieges kam die Gemeinde zur Tschechoslowakei zurück. Die deutschsprachige Bevölkerung wurde in dieser Zeit größtenteils vertrieben. Im Jahre 1950 lebten in den 94 Häusern von Bartultovice nur noch 121 Personen. 1960 erfolgte die Eingemeindung nach Vysoká, im Jahr darauf wurde Bartultovice in den Okres Bruntál umgegliedert. Im Jahre 1970 hatte Bartultovice 126 Einwohner. 1991 hatte das Dorf 59 Einwohner und bestand aus 24 Wohnhäusern. Beim Zensus von 2011 lebten in den 38 Häusern von Bartultovice 85 Personen.
Über die Staatsstraße I/57 führt eine der Haupttransitrouten für den Güterverkehr aus dem Moravskoslezský kraj. Da die Strecke keine Tonnagebegrenzung hat, wird sie vor allem von LKW befahren.

## Ortsgliederung
Der Ortsteil Bartultovice bildet einen Katastralbezirk.

## Sehenswürdigkeiten
- Sühnekreuz, am nördlichen Ortsende zwischen den Häusern Nr. 63 und Nr. 88, es stammt wahrscheinlich aus der Mitte des 17. Jahrhunderts und soll an die Ermordung eines schwedischen Offiziers durch Dorfbewohner erinnern.
- Steinerner Bildstock des hl. Florian, geschaffen im 18. Jahrhundert, an der Dorfstraße beim Haus Nr. 43.
- Radvanszky-Grabstein, neben dem Bildstock. Der mit einer lateinischen Inschrift versehene Stein erinnert an den Tod des ungarischen Offiziers Dionisius Radvanszky von Radvan im Jahre 1760[4]